# 凿沉
凿沉（英語：Scuttling）或自沉是指使水涌入船只使船体沉没的行为。
施行凿沉有多种方式：开启通向海洋的閥門（通海阀，或称海底阀）或舱口，或以蛮力或爆炸物在船体上撕出破口。
凿沉可能发生于：对废弃、老旧或俘获的船只施行，以防止船只变为航行障碍；凿沉以自毁船只，防止被敌人俘获；将其作为一个封锁船，成为限制水道或港灣通行的障碍；为潜水员和海洋生物提供一个人工鱼礁；改变河流走向。